# Cheryl Seinen
Cheryl Seinen, née le 4 août 1995 à Ruremonde, est un joueuse de badminton néerlandaise.

## Carrière
En 2019, elle est notamment médaille d'or en jeux européens avec Selena Piek.
En 2023, elle est vice-champion jeux européens avec Debora Jille.
Elle a remporté deux médailles de bronze individuelles aux championnats d'Europe.

## Palmarès

### Championnats d'Europe
- Championnats d'Europe de badminton 2018 à Huelva
  - Double dames :  Médaille de Bronze avec Selena Piek
- Championnats d'Europe de badminton 2021 à Kiev
  - Double dames :  Médaille de Bronze avec Selena Piek
- Championnats d'Europe de badminton 2024 à Sarrebruck
  - Double dames :  Médaille de Bronze avec Debora Jille

### Jeux européens
- Jeux européens de 2019 à Minsk ( Biélorussie) :
  -  médaille d'or
- Jeux européens de 2023 à Tarnów ( Pologne) :
  -  médaille d'argent

### Tournois
| Année | Tournoi           | Catégorie      | Résultat  |
| ----- | ----------------- | -------------- | --------- |
| 2018  | Open des Pays-Bas | Super 100      | Finaliste |
| 2017  | Open d'Écosse     | BWF Grand Prix | Vainqueur |